# Bill Brindley (cầu thủ bóng đá)
John Charles "Bill" Brindley (29 tháng 1 năm 1947 – 6 tháng 4 năm 2007) là một cầu thủ bóng đá người Anh hoạt động vào thập niên 1960 và 1970. Ông có tổng cộng 247 lần ra sân ở Football League cho Nottingham Forest, Notts County và Gillingham. Sau đó ông dẫn dắt Boston Town.